# Trabea ornatipalpis
Trabea ornatipalpis är en spindelart som beskrevs av Anthony Russell-Smith 1982. Trabea ornatipalpis ingår i släktet Trabea och familjen vargspindlar. Inga underarter finns listade i Catalogue of Life.